# Кранц, Джудит

Джудит Кранц

Джудит Кранц (англ. Judith Krantz; урождённая Юдифь Блума-Гиттел Тарчер, англ. Tarcher; 9 января 1928, Нью-Йорк, США — 22 июня 2019) — американская писательница.

## Биография
Родилась в еврейской семье в Нью-Йорке. Была старшей из трёх детей. Её отец был рекламным менеджером, а мать адвокатом. Училась в престижной школе Birch Wathen Lenox School, в 16 лет поступила в женский колледж свободных искусств — Колледж Уэллсли. В 1948 году окончила Уэллсли и переехала в Париж, где стала работать в сфере моды, отвечала за связи с общественностью. Общалась с известными представителями культуры, искусства и моды — в частности, Марлен Дитрих, Орсон Уэллс и Юбер де Живанши.
Через год вернулась в Нью-Йорк. Работала журналисткой художественного отдела журнала Good Housekeeping, где позже стала редактором издания.
В 1954 году вышла замуж за Стива Кранца, впоследствии кино- и телепродюсера большинства фильмов и мини-сериалов, снятых по её книгам. Через три года у них родился сын. Джудит пришлось оставить работу и долгое время трудиться на дому вольнонаёмным редактором статей, в этот период она сотрудничала с изданиями Macleans, McCall’s, Ladies’ Home Journal и Cosmopolitan.
Затем полностью посвятила себя литературному творчеству.
В 2007 году овдовела. Имеет двоих сыновей.
Кранц умерла 22 июня 2019 года в своем доме в районе Бель-Эйр в Лос-Анджелесе.

## Творчество
В 1978 году в 50-летнем возрасте опубликовала свой первый роман — «Крупинки» (Scruples). Автор многих бестселлеров в жанре женского романа.
Книги Д. Кранц переведены более чем на 50 языков мира и изданы общим тиражом более 80 млн экземпляров.
Восемь романов писательницы были экранизированы.

## Избранные произведения
- 1978 — «Крупинки» (Scruples)
- 1992 — «Крупинки 2» (Scruples Two)
- 1988 — «Пока мы не встретимся вновь»?! (Till We Meet Again)
- 1996 — «Весенняя коллекция» (Spring Collection)
- 1998 — «Звёздная пыль» (в оригинале — The Jewels of Tessa Kent, «Драгоценности Тессы Кент»)
- 1994 — «Любовники» (Lovers)
- 1990 — «Студия „Дэзл“» (также «Всё или ничего»; Dazzle)
- 1980 — «Княжна Дэзи» (также «Серебряная богиня»; Princess Daisy)
- 1984 — «Слава, любовь и скандалы» (в оригинале — Mistral’s Daughter, «Дочь Мистраля»)
- 1986 — «Я покорю Манхэттен»[англ.] (I’ll Take Manhattan)

Опубликовала в 2000 году автобиографический роман Sex and Shopping: The Confessions of a Nice Jewish Girl.

## Экранизации произведений Джудит Кранц
- Крупинки / Scruples (1980), мини-сериал
- Принцесса Дэйзи / Princess Daisy (1983)
- Дочь Мистраля / Mistral’s Daughter (1984), мини-сериал
- «Я покорю Манхэттен» / I’ll Take Manhattan (1987), мини-сериал
- Когда мы встретимся вновь / Till We Meet Again (1989), мини-сериал
- «Секреты» / Secrets (1992), мини-сериал
- Песнь любви: пламя и страсть / Torch Song: Fire & Passion (1993)
- Очаровашка / Dazzle (1995)